# Sint-Johanneskerk (Wiefelstede)
De Sint-Johanneskerk (Duits: St.-Johannes-Kirche) is een protestants-lutherse kerk in Wiefelstede in het Landkreis Ammerland (Nedersaksen). Het is het oudste, vermoedelijk al van meet af aan stenen kerkgebouw van Ammerland.

## Geschiedenis
In het jaar 1057 wijde aartsbisschop Adalbert van Bremen de kerk. Het gold als het centrum van een groot kerspel in het toenmalige Ammergouw. Adalbert wijde de kerk aan Johannes de Doper en de heilige Radegundis. Het betreft de enige kerk in de regio met het patrocinium van Radegundis. Ook tegenwoordig vormt de kerk nog het middelpunt van het dorpsleven.

## Bouwbeschrijving
Het oudste deel van de kerk is de halfronde oostelijke apsis. Ze heeft de voor die tijd typische vensters met de naar buiten toe afgeschuinde dagkanten. Westelijk van de apsis sluit zich het koor aan. In de noordelijke muur van het in vergelijking tot het koor bredere kerkschip bleven alle vensters rondbogig. Hoger in de muur herkent men nog de vroegere, lagere dakrand. De muur werd met bakstenen verhoogd en versierd met vijf blindnissen. De 1,40 meter dikke muren werden gebouwd van veldstenen. In de oudere bouwfase werden deze alleen aan de buitenkant afgevlakt, bij de later bouw en reparaties werden deze veldstenen alsnog rechthoekig afgevlakt, zodat het ze de vorm van een blok kregen. Het laatst werd de toren aan de kerk toegevoegd, waarvan de oostelijk muur als westelijke muur van het kerkschip dient. Onder is de muur van de toren bijna drie meter dik. IJzeren ankers in de noordelijke en zuidelijke muren van het koor en het schip dienen ter ondersteuning van het muurwerk.         
De apart staande poorttoren, waaraan tegenwoordig het pad naar de kerk voorbijgaat, werd tegen het einde van de 15e eeuw van baksteen gebouwd. Het bovenste deel van de muur is net als bij de apsis van blindnissen voorzien. De beide klokken werden in 1503 en 1507 door de uit Osnabrück afkomstige klokkengieter Johann Frese gegoten.

## Interieur

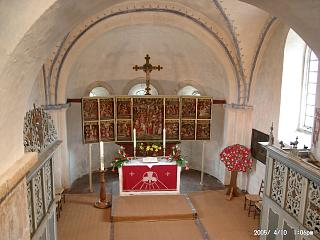
Vleugelaltaar

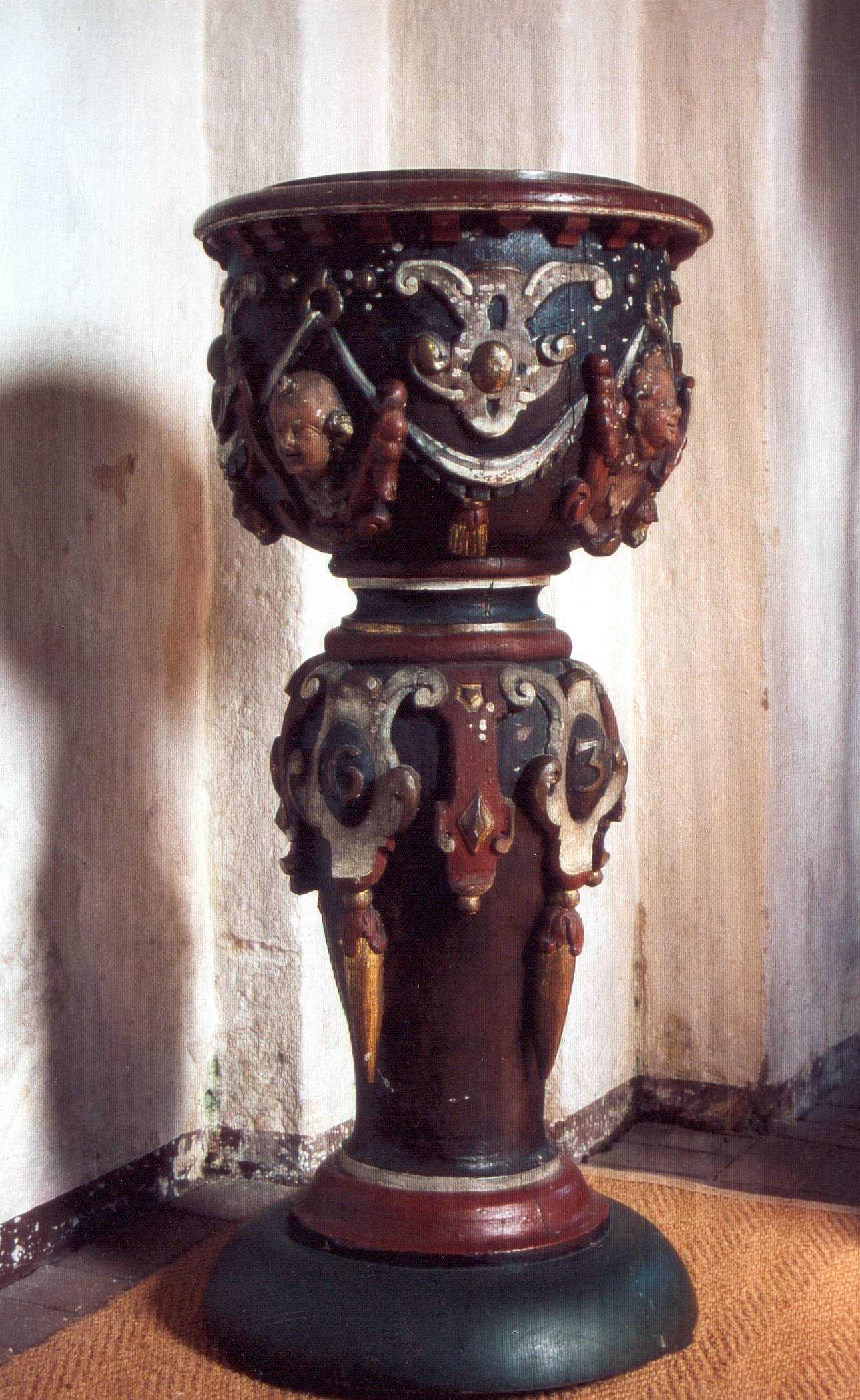
Doopvont

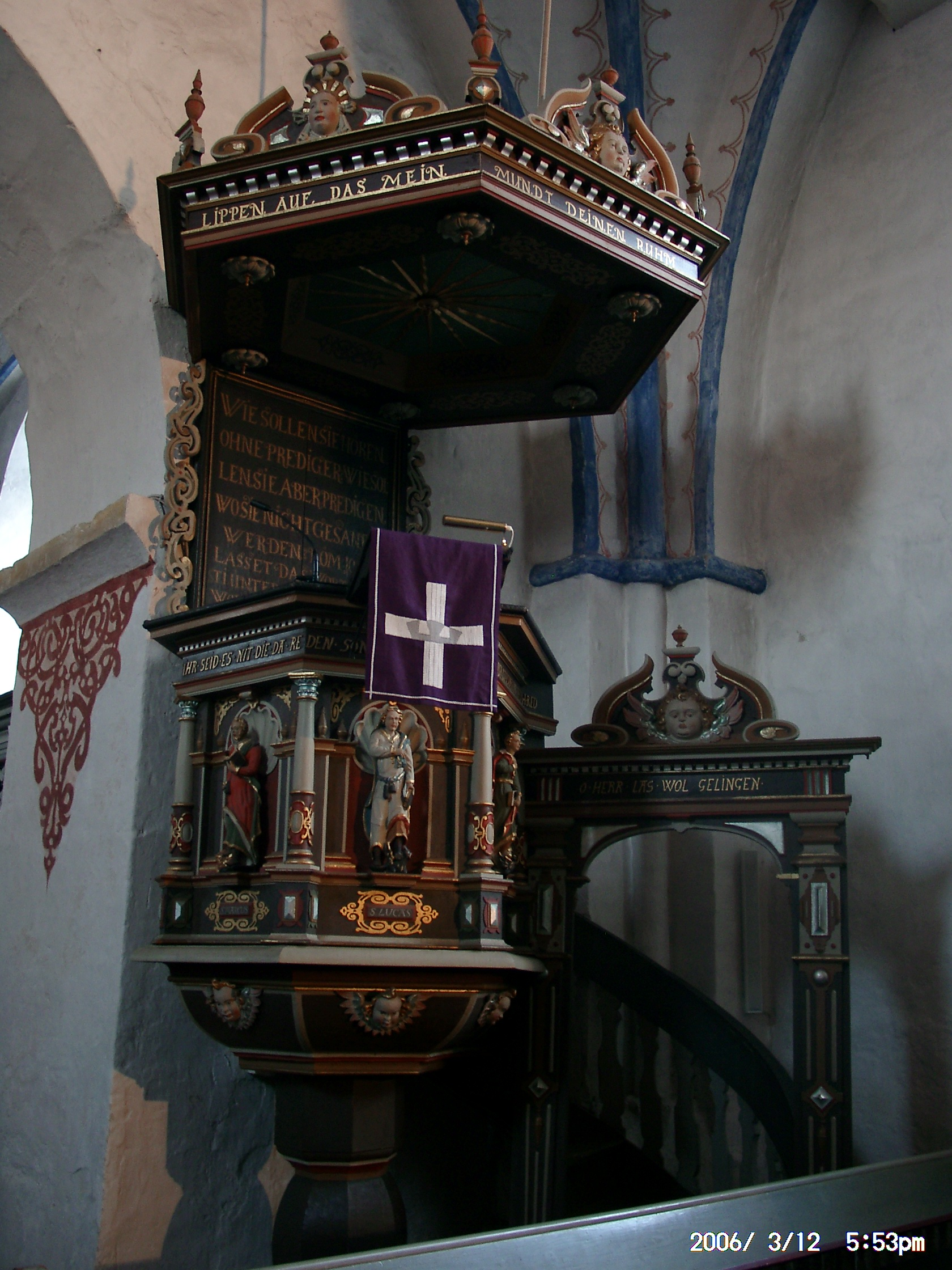
Kansel

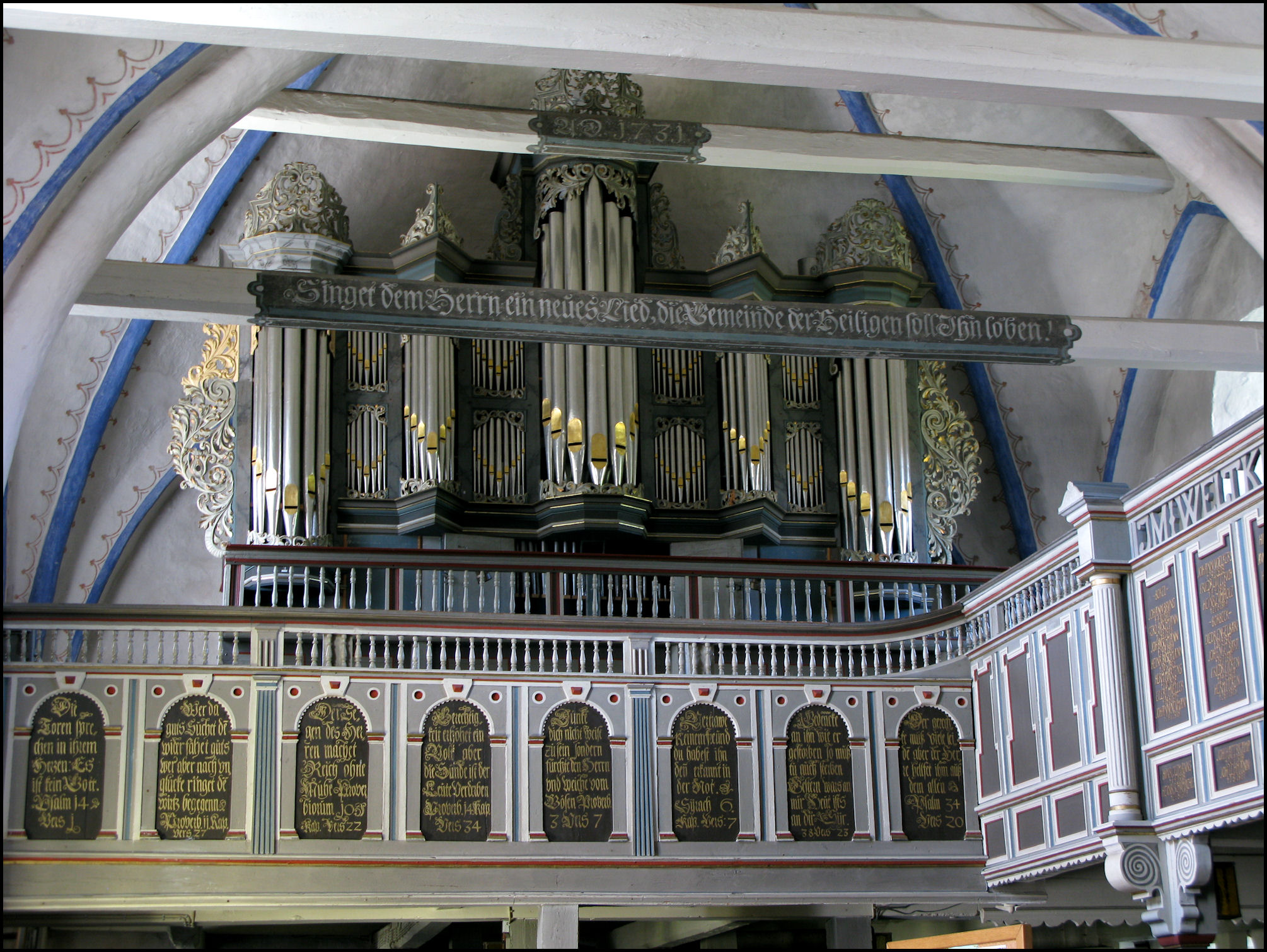
Orgel

### Altaar
Bij binnenkomst valt het oog onmiddellijk op het Passie-altaar. Het vleugelaltaar wordt bekroond door een 1,20 meter hoge crucifix met klaverbladvormen aan de uiteinden van het kruis. Het kruis werd vroeger als processiekruis meegedragen en stamt uit het einde van de 14e eeuw. Het grote middenveld en de twaalf zijvelden van het altaar tonen het lijden en de opstanding van Christus. Een studie van de predikant A.W. Schmidt bracht aan het licht dat het houtsnijwerk grotendeels geënt is op een kopergravure van Albrecht Dürer uit 1508. Vanaf 1512 werd deze gravure verkocht, zodat het ontstaan van het altaar zich in de jaren 1620 laat dateren, ook vanwege het feit dat met de intrede van de reformatie geen nieuwe altaren met beelden meer werden besteld.   

### Schilderij van het Avondmaal
Uit de 17e eeuw stamt het schilderij van het Avondmaal, dat tegenwoordig aan de zuidelijke muur van het koor hangt. Vroeger vormde het een deel van de predella. De schilder van het werk is onbekend. 

### Gestoelte
Aan de noordelijke muur van het koor staat een herenbank. Het wordt versierd met een door twee zwanen gedragen wapen en het monogram van Christiaan VI van Denemarken. Ook de lokale adel, ambtsbekleders of in 1870 nog een landeigenaar namen hier plaats. Er tegenover staat een soortgelijke bank met het jaartal 1732. Dit was vroeger de bank voor de kerkenraad. Een tegenwoordig niet meer voorhanden zijnde biechtgelegenheid diende noch in 1870 als sacristie.  

### Doopvont
Het inschrift op het uit eikenhout gesneden doopvont draagt het jaartal 1637. De rekening van het doopvont bleef bewaard en geeft uitkomst over de herkomst en de kosten. Maker ervan is de meester Ludewig uit Oldenburg, die voor zijn werk zes rijksdaalders en voor zijn vrouw twee bundel vlas ontving. Naast het barokke decor zijn vier gevleugelde engelenhoofden aangebracht.

### Offerblok
Het offerblok diende als kluis voor de tijdens de eredienst ingezamelde gaven voor de armenzorg, die tot het midden van de 19e eeuw hoofdzakelijk voor rekening van de kerk kwam. Het werd gemaakt van een eiken stam met smeedijzeren banden en een hangslot, dat later werd afgebroken, en stond oorspronkelijk achter het altaar.  

### Beeld van Johannes
Ter gelegenheid van het 900-jarig jubileum van de kerkwijding in 1957 schonk de kerkenraad een beeld, dat in de noordoostelijke hoek van het kerkschip staat. Het beeld toont Johannes de Doper die wijst op het Lam Gods.    

### Zerk
Het oudste voorwerp in de kerk is een afdekplaat van een sarcofaag aan de noordwestelijke muur van de koorboog. Het werd van rode zandsteen uit Oberweser gemaakt. Het werd aan het begin van de 12e eeuw gemaakt en lag oorspronkelijk voor het altaar.

### Muurfresco
Tijdens de laatste renovatie in 1980 werden muurfresco's uit verschillende periodes vastgesteld. Besloten werd om de blauwe beschildering van de gewelfribben (vermoedelijk uit het begin van de 19e eeuw) te herstellen. De blauwe ribben worden begeleid met rode randpatronen. Aan de noordelijke muur van de boog voor het koor bevindt zich een in 1957 gerestaureerde gotisch muurfresco, dat op het einde van de 14e eeuw wordt gedateerd. De voorstelling betreft de kruisiging van Jezus. Bij het kruis staan Maria en Johannes en op de buitenkanten Petrus en Paulus. De zich daaronder bevindende nis met een gietijzeren afsluiting werd vermoedelijk gebruikt voor het opbergen van het liturgisch vaatwerk.

### Kansel
Volgens de rekening aan de kerk werd de kansel in 1644 door de meester Gert Borkemann uit Oldenburg gebouwd. In de vlakke boognissen staan de vier evangelisten met hun symbolen. De binnenkant van het klankbord heeft op de hoeken bloemdecoraties, arabesken en een ster in het midden. De opbouw wordt gevormd door hoofden van engelen, die ook de onderkant van de kansel sieren. Op de rand is te lezen Herr, tue meine Lippen auf, dass mein Mund deinen Ruhm verkündige (Heer, open mijn lippen, opdat mijn mond uw lof verkondige).

### Gedenktekens
Met name de zeven zandstenen grafstenen uit de 17e en 18e eeuw springen in het oog. Enkelen staan links voor de kerkdeur opgesteld. Bij de kerkdeur staat een van onder afgebroken grafsteen, waarvan het opschrift geheel in het Nederduits is gesteld. De steen is voor de op 20 juni 1634 verongelukte Gerdt Henninges gemaakt. Het is de enige uit deze periode nog bestaande grafsteen in het Oldenburger Land, die geheel in het Nederduits werd opgesteld. Bijzondere graven en gedenktekens bevinden zich voor het kerkhof voor de soldaten uit de oorlogen 1870-1871, 1914-1918, 1939-1945 en op het noordwestelijke deel van het kerkhof, waar zich een graf voor elf Russen en Polen en noordoostelijk nog 13 graven voor Duitse oorlogsslachtoffers bevinden. 

### Orgel
Het orgel van Christian Vaters, een leerling van Arp Schnitger, werd in 1731 voltooid en bezit nog altijd negen oorspronkelijk registers. De bouw was mogelijk dankzij een schenking van majoor Wolf von Böselager zu Lehe. Als dank voor zijn vrijgevigheid werd de majoor geëerd met een luisterrijke begrafenis en tot op de dag van vandaag siert zijn wapen de zuidelijke muur. Destijds had het orgel 18 registers, maar het orgel onderging in 1862 een grote verbouwing onder Johann Claussen Schmid uit Oldenburg, die de helft van de registers verwijderde en de dispositie grondig wijzigde. In 1935 volgde een restauratie door de orgelbouwer Alfred Führer uit Wilhelmshaven. Dezelfde orgelbouwfirma restaureerde in 1982 het orgel grotendeels volgens de oorspronkelijke toestand. 
In de jaren 2011-2014 volgde ten slotte een grondige restauratie door de Nederlandse orgelbouwer Henk van Eeken uit Herwijnen, die alle later vervangen delen reconstrueerde. De dispositie is tegenwoordig weer dezelfde als in 1731 en bestaat nog voor twee derde uit historisch materiaal.